# Bat (Kings Island)
Bat, en: vleermuis, is een voormalige stalen hangende achtbaan van attractiepark Kings Island uit Ohio in de Verenigde Staten en was gemaakt door Arrow Development.

## Levensloop

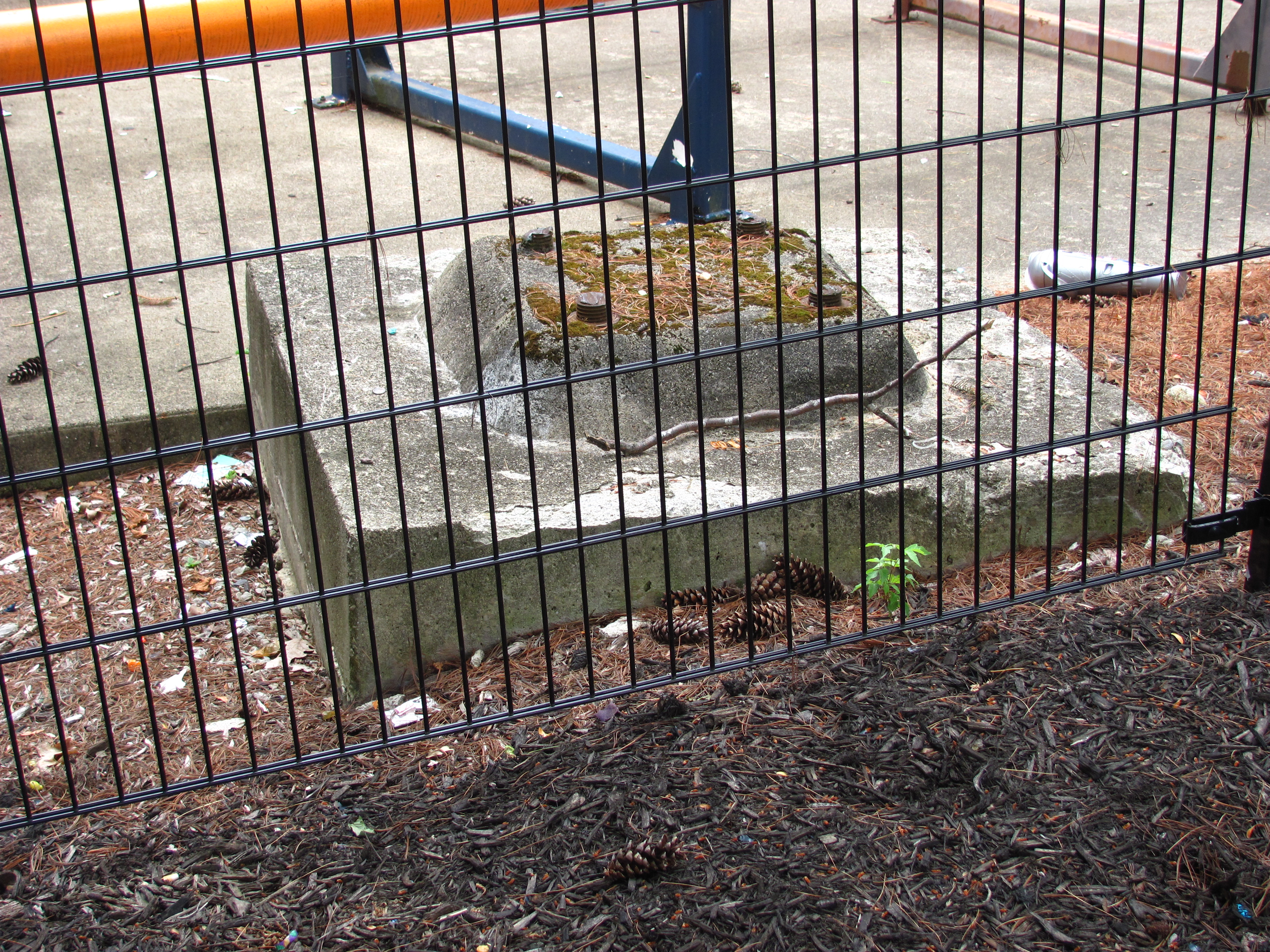
2012, Kings Island. Een overblijfsel van een beton gegoten fundament waar vroeger de eerste hangende achtbaan Bat op steunde is nog altijd te zien in het park.

De achtbaan werd geopend voor het publiek op 26 april 1981. Bij de opening van de attractie was dit de eerste stalen hangende achtbaan ter wereld die gebruikt maakte van hetzelfde ''moderne'' buizensysteem dat Arrow Development eerder had ontwikkeld bij de bouw van de meer gangbare zittende positie achtbanen zoals de Matternhorn Bobsleds welke al ontwikkeld was in 1959.
De achtbaantrein van Bat had 7 gondels per trein die vrij heen en weer zwaaiden tot een hoek van maximaal 100° wanneer de trein door de bochten reed. Tijdens de rit kan men de rails niet zien, wat voor onberekenbare veranderingen zorgde tijdens de rit wat een van de spannende elementen is van deze attractie. Door het ontwerp van de trein met zijn schommelende elementen kan dit type achtbaan geen inversies maken.
Achtbaan Bat was was het prototype model van de hangende achtbaan en daarmee de eerste in zijn soort. De achtbaan was dus nog niet volledig geoptimaliseerd en hierdoor bezat het een aantal gebreken in het ontwerp. Dit maakte het lastig om de achtbaan constant operationeel te houden wanneer het park geopend was voor publiek en waren er veel kinderziektes en storingen. Als een gevolg heeft Kings Island besloten om de achtbaan al in augustus 1983 te sluiten.
De achtbaan heeft nog tot 1985 in het park gestaan zonder dat deze toegankelijk was voor publiek, m.a.w. de achtbaan was SBNO.
Daarna is de achtbaan afgebroken en is op deze plek achtbaan Vortex gebouwd. Deze achtbaan gebruikte hetzelfde station als Bat. Op de locatie in het park kan je ook nog altijd een beton gegoten fundament vinden van waar vroeger deze achtbaan had gestaan.
Huidig: 
Adventure Express ·
Backlot Stunt Coaster ·
Banshee ·
The Bat ·
Diamondback ·
Flight of Fear ·
Great Pumpkin Coaster ·
Invertigo ·
Mystic Timbers ·
Orion ·
Snoopy's Soap Box Racers ·
The Beast ·
The Racer · 
Woodstock Express ·
Woodstock’s Air Rail
Verdwenen: 
Bat ·
Bavarian Beetle ·
Demon ·
Firehawk ·
King Cobra ·
Scooby's Ghoster Coaster ·
Son of Beast ·
Vortex